# Wilson Cepeda
Wilson Fernando Cepeda Cuervo (Paipa, 2 september 1980) is een Colombiaans voormalig wegwielrenner.

## Overwinningen
2002
- etappe 5 van de Vuelta al Tolima

2003
- etappe 3 van de Vuelta a Cundinamarca

2005
- etappe 4 van de Tour d'Ávila

2009
- etappe 5 van de Ronde van Colombia